# Yehouda Shenhav
Yehouda Shenhav (en hebreo: יהודה יהודה, nacido en Beerseba el 26 de febrero de 1952) es un sociólogo, traductor y teórico crítico israelí. Es conocido por sus contribuciones en los campos de la burocracia, la gestión y el capitalismo, así como por su investigación sobre la etnicidad en la sociedad israelí y su relación con el conflicto israelo-palestino.

## Biografía
Shenhab es un judío de origen árabe —sus padres nacieron en Bagdad—, doctorado en Sociología por la Universidad Stanford. Es profesor de Sociología y Antropología en la Universidad de Tel-Aviv, donde fue jefe del Departamento de Sociología entre 1995 y 1998. Ha sido profesor visitante en distintas universidades estadounidenses como Stanford, Columbia o Princeton. Es investigador y director de Estudios Avanzados del Vanleer Jerusalem Institute, así como editor de las revistas Theory and Criticism y Organization Studies. Entre sus numerosas publicaciones destaca The Arab Jew: A Postcolonial Reading of Nationalism, Religion and Ethnicity (Stanford University Press, 2006).